# Olší, Jihlava
Olší là một làng thuộc huyện Jihlava, vùng Vysočina, Cộng hòa Séc.